# Jemdet Nasr
Jemdet Nasr är en arkeologisk fyndort i nuvarande Irak. Namnet används även för en tidig bronsålderskultur i södra Mesopotamien, Jemdet Nasr-perioden, som blomstrade omkring 3000-2900 f.Kr.
Under Jemdet Nasr-perioden uppstod skriftspråket i södra Mesopotamien. De äldsta cylindersigillen började även att användas under denna period. Den representerar även den urbana revolutionen när de många små mesopotamiska bosättningarna utvecklades till stora städer.
Platsen Jemdet Nasr undersöktes först 1926 och 1928 av brittiska och amerikanska arkeologer under ledning av Stephen Langdon. Utgrävningar återupptogs på platsen 1988 av Roger J. Matthews m.fl. Arkeologerna fann en stor byggnad som innehöll ett arkiv av texter skrivna med proto-kilskrift och försedda med sigillavtryck, samt cylindersigill. Keramiken, som var av en mångfärgad, polykrom typ, har visat sig värdefull för att tidsbestämma skikt från Jemdet Nasr-perioden på andra arkeologiska fyndorter.
Jemdet Nasr-perioden antas numera av arkeologer som R. J. Matthews ha varit kort, omkring ett århundrade, även om en längre period ca 3200-2900 f.Kr. förekommer i äldre vetenskaplig litteratur. Jemdet Nasr-kulturen följde på den tidigare Uruk-kulturen och var samtida med Nineve 5-kulturen i norra Mesopotamien och den proto-elamitisk civilisationen i västra Iran. Den representerar det sista skedet före den sumeriska Tidig dynastisk tid i södra Mesopotamien.